# Буркинийско-ганские отношения
Буркинийско-ганские отношения — двусторонние дипломатические отношения между Буркина-Фасо и Ганой. Протяжённость государственной границы между странами составляет 720 км.
С приходом к власти в Буркина-Фасо в 1983 году Томаса Санкары отношения с Ганой стали близкими. Президент Ганы Джерри Роулингс и Томас Санкара начали обсуждение об объединении двух государств по образцу Союза Африканских Государств, который Кваме Нкрума безуспешно пытался продвигать в качестве основы для реализации своей мечты о едином континентальном правительстве. Политические и экономические связи между Ганой и Буркина-Фасо, более бедной страной, были укреплены с помощью создания совместных комиссий по сотрудничеству и заседаний комитета по демаркации границы. Частые консультации на высоком уровне и совместные военные учения, призванные отпугнуть потенциальных диссидентов и защитить молодые «революции» в каждой стране, были довольно характерными чертами буркинийско-ганских отношений.

## История
Этнические связи между народами северной Ганы (особенно моси) и Буркина-Фасо, разделенными искусственными границами, унаследованными от колониального господства, стали крепче, поскольку упрощенное пересечение границы и свободный обмен товарами и услугами способствовали заметному улучшению материального и социального благосостояния народов в обеих странах. Переходный совет национальной обороны Ганы установил автомобильные, воздушные и телекоммуникационные связи c Буркина-Фасо.
Крепкие отношения Ганы с Буркина-Фасо испытали серьезную, но временную неудачу после убийства Томаса Санкары в октябре 1987 года. Многие считали, что его преемник на должности президента Блез Компаоре несёт ответственность за это убийство. В результате отношения между Ганой и Буркина-Фасо охладились. Джерри Роулингс и Блез Компаоре впервые ненадолго встретились в начале 1988 года в Тамале, административного центра северного региона Ганы, чтобы обсудить отношения между странами.
В 1989 году началась гражданская война в Либерии застала две страны по разные стороны конфликта. Гана с большими финансовыми затратами немедленно репатриировала около 10 000 ганцев, проживающих в Либерии, и, начиная с середины 1990 года, предоставила контингент многонациональным силам по поддержанию мира, уступающим по численности только контингенту, направленному Нигерией. С 1990 по 1993 год роль Блез Компаоре в либерийском конфликте противоречила мирной инициативе ЭКОВАС, возглавляемой Ганой и Нигерией, поскольку считалось, что Буркина-Фасо поставляет оружие силам Чарльза Тейлора, что долгое время считались главным препятствием к заключению мира. В 1994 году отношения между государствами показали признаки потепления в то время, когда Блез Компаоре, казалось, пересматривал свою политику в Либерии, а также в отношении Ганы и Нигерии.
В 2015 году Гана, Буркина-Фасо и Того подписали пакт об укреплении отношений между тремя соседними странами. Три государства согласились упростить передвижение между границами, а также вместе работать над вопросами образования, здравоохранения и сельского хозяйства. В соглашении также содержится призыв к противодействию принудительным бракам во всех трёх странах, а также к борьбе с контрабандой нефти и другой трансграничной преступной деятельностью, наносящей ущерб этим государствам.

## Торговля
В 2016 год Буркина-Фасо поставила товаров в Гану на сумму 58 978 640 долларов США, а импортирует товаров на сумму 161 428 465 долларов США.

## Дипломатические представительства
- Буркина-Фасо имеет посольство в Аккре[5].
- Гана имеет посольство в Уагадугу[6].